# Sebastian Strempel
Sebastian Strempel (* 1967 in Dortmund) ist ein deutscher Jazzmusiker (Trompete, auch Flügelhorn, Komposition).

## Leben und Wirken
Strempel begann im Alter von zwölf Jahren mit dem Trompetenspiel. Zwischen 1986 und 1991 war er Mitglied des Landesjugendjazzorchesters unter Leitung von Dusko Goykovich, dann bis 1994 des Bujazzo unter Peter Herbolzheimer. Von 1989 bis 1994 studierte er Jazztrompete am Hermann-Zilcher-Konservatorium bzw. der Hochschule für Musik Würzburg bei Hans-Peter Salentin. 
Bereits während des Studiums spielte er bei der Big Band Explosion von Bobby Burgess, dem Frankfurt Jazz Orchester, der Munich Big Band von Dusko Goykovich, der Bigband von Harald Rüschenbaum. Er gehörte zudem zu den Gruppen von Peter Fulda, Michael Flügel und Lutz Häfner. 1994 gründete Strempel gemeinsam mit Dejan Terzic das Sunday Night Orchestra in Nürnberg. Im Orchester von Pepe Lienhard begleitete er wiederholt Udo Jürgens. Aktuell gehört er neben Marco Piludu, Marco Kühnl  und Stephan Schmeußer zu den Good Fellas. Er ist auch auf Alben von Bob Brookmeyer, Ed Partyka/Ansgar Striepens, Frank Reinshagen, Al Porcino und Ulrich Tukur zu hören. 
Seit 1995 ist Strempel zudem als Lehrer für Trompete an der Städtischen Musikschule Bamberg tätig; seit 2000 leitet er die von Heinz Wolff gegründete Bigband Blue Train Orchestra dieser Musikschule.